# Aloys Oosterwijk
Aloys Oosterwijk (Schalkhaar, 25  juni 1956) is een Nederlandse striptekenaar en een van de oprichters (samen met onder andere Hanco Kolk) van het stripcollectief Studio Arnhem.

## Loopbaan
Oosterwijks strip Willems Wereld verscheen wekelijks in het tijdschrift Panorama. Hoofdpersoon is de goedmoedige kroegtijger en hoerenloper Willem, in uiterlijk een kopie van een stripheld die Oosterwijk eerder creëerde: de detective Cor Morelli. Daarvan verschenen tussen 1984 en 1996 23 verhalen, onder meer in de stripweekbladen Eppo en Robbedoes.
Vanwege zijn vaardigheid als portrettekenaar wordt Oosterwijk vaak gevraagd als rechtbanktekenaar. Hij tekende onder andere Mohammed Bouyeri en Willem Holleeder. Erotische strips van zijn hand verschenen in een groot aantal Spaanse tijdschriften.
In 2007 ontving Oosterwijk de Stripschapprijs voor zijn gehele oeuvre.